# Mleczajowiec chrząstka

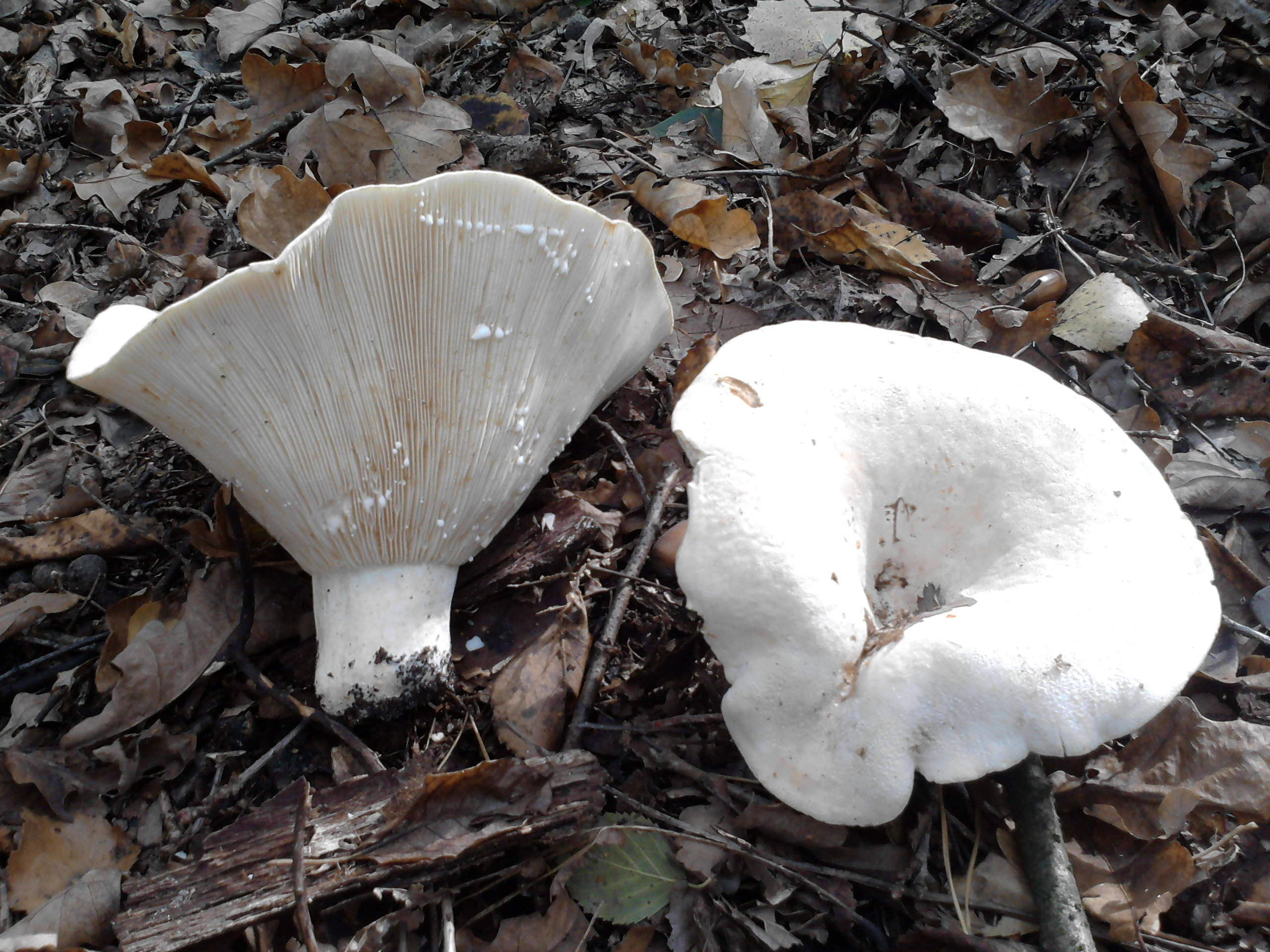
Starsze okazy mleczajowca chrząstki z widocznymi kroplami białego mleczka na uszkodzonych blaszkach

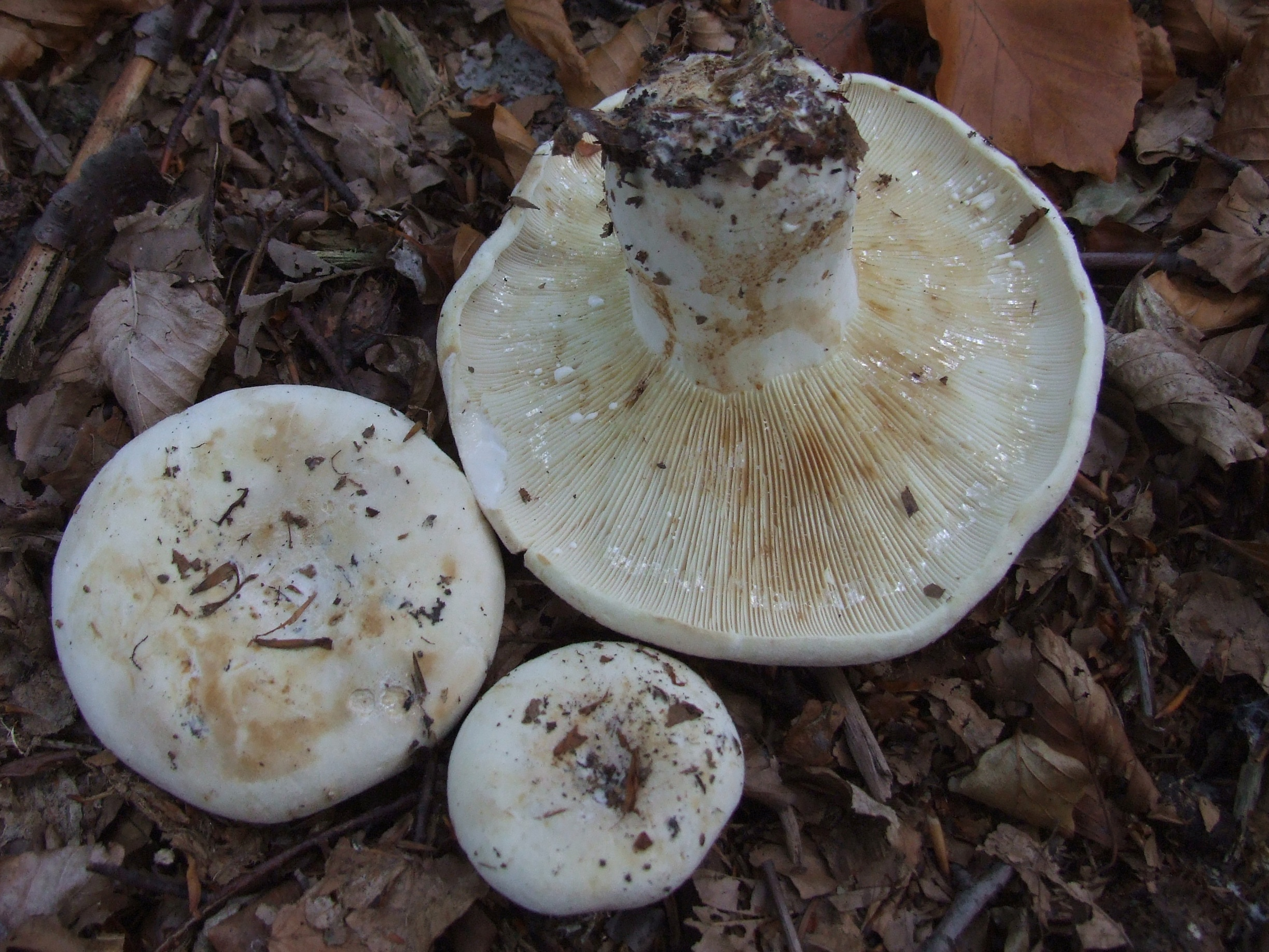
Młode okazy mleczajowca chrząstki

Mleczajowiec chrząstka (Lactifluus vellereus (Fr.) Kuntze, mleczaj chrząstka) – gatunek grzybów należący do rodziny gołąbkowatych (Russulaceae).

## Systematyka i nazewnictwo
Pozycja w klasyfikacji według Index Fungorum: Lactarius, Russulaceae, Russulales, Incertae sedis, Agaricomycetes, Agaricomycotina, Basidiomycota, Fungi.
Po raz pierwszy takson ten zdiagnozował w 1821 r. Elias Fries nadając mu nazwę Agaricus vellereus. Ten sam autor w 1838 r. przeniósł go do rodzaju Lactarius, a Otto Kuntze w 1891 do rodzaju Lactifluus. Niektóre synonimy łacińskie:

- Agaricus vellereus Fr. 1821
- Agaricus vellereus var. vellereus Fr. 1821
- Galorrheus vellereus (Fr.) P. Kumm. 1871
- Lactarius albivellus Romagn. 1980
- Lactarius vellereus var. velutinus (Bertill.) Bataille 1908
- Lactarius velutinus Bertill. 1868
- Lactarius vellereus (Fr.) Fr. 1838

Nazwę polską mleczaj chrząstka podał Franciszek Błoński w 1889 r. W polskim piśmiennictwie mykologicznym gatunek ten opisywany był też pod nazwami: chrząszcz, chrząstka, gniewosz, hrózd. W 2021 r. Komisja ds. Polskiego Nazewnictwa Grzybów Polskiego Towarzystwa Mykologicznego, uznając przeniesienie do rodzaju Lactifluus, zarekomendowała używanie nazwy „mleczajowiec chrząstka”. Nazwy regionalne: biel, chrząszcz, mleczarz, mleczak, świnka, świniara, gruzd. 

## Morfologia
Kapelusz
Średnicy 10–25 cm, u młodych okazów niskołukowaty z podwiniętymi brzegami, u starszych staje się zagłębiony na środku i pogłębiony lub lejkowaty. Ma ostre brzegi, jest twardy i grubomięsisty. Jego skórka jest matowa w kolorze białym do jasnoochrowego.
Trzon
Walcowaty, pełny, krótki i gruby osiąga ok. 6 cm wysokości i grubość do 2 cm. Początkowo jego skórka jest pilśniowa, później staje się łysa. Kolor tak sam jak kapelusza.
Blaszki
Białe, potem ochrowożółte, dość rzadkie i grube. U starszych okazów zbiegają po trzonie.
Miąższ
Gruby, twardy, po przekrojeniu kremowożółtawy. Sam miąższ ma łagodny smak, jednak wydziela białe, powoli żółknące na powietrzu mleczko o ostrym smaku. Miąższ zbudowany jest z kulistawych komórek, co powoduje specyficzną (dla wszystkich gołąbkowatych) kruchość i nieregularny przełam.
Mleczko
Białe i nie zmieniające barwy. Początkowo wypływa obficie. W smaku jest łagodne, lub nieco tylko gorzkie, w każdym razie nie jest palące.
Cechy mikroskopowe
Wysyp zarodników białawy. Zarodniki niemal kuliste, o rozmiarach 7,5–9,5 × 6,5–8,5 μm. Powierzchnia pokryta delikatnymi brodaweczkami połączonymi siateczką o dużych i niepełnych okach. Podstawki o rozmiarze 48–56 × 7–8 μm Cystydy liczne, o rozmiarze 80–100 × 6–9 μm. Są wrzecionowate, mają zaokrąglony szczyt i występują nie tylko na ostrzu, ale również na bokach blaszek. Na szczycie kapelusza występują grubościenne włoski o średnicy 2,5–5,5 μm.   

## Występowanie i siedlisko
Występuje w Europie, Ameryce Północnej i Środkowej oraz w Azji. W Polsce jest pospolity. 
Rośnie na ziemi w lasach liściastych lub mieszanych, najczęściej w obecności dębów lub buków. Zwykle występuje grupami, w niektórych okolicach jest bardzo pospolity. Owocniki pojawiają się od sierpnia do połowy listopada, niekiedy aż do nadejścia śniegu i mrozu.

## Znaczenie
Grzyb mikoryzowy. Grzyb niejadalny. Mleczaj chrząstka często opisywany jest jako niejadalny wskutek ostrego smaku. Nie jest on jednak toksyczny dla człowieka i po odpowiednim przyrządzeniu można go spożywać. Kilkukrotne przegotowanie i odlanie wody pozbawia go ostrego smaku. Jest jednak łykowaty, ma małą wartość smakową i w Polsce zwykle nie jest przez grzybiarzy zbierany.

## Gatunki podobne
Bardzo podobnym grzybem jest jadalny mleczajowiec biel (Lactifluus piperatus) o cienkich blaszkach i białym, słabo piekącym mleczku, oraz mleczajowiec zieleniejący (Lactifluus glaucescens), którego mleczko jest niebieskozielone. Porównaj również z jadalnym gołąbkiem smacznym (Russula delica), bez mleczka.